# Marjan Šarec
Marjan Šarec (Liubliana, 2 de dezembro de 1977) é um político e ex-ator esloveno. Ele foi o 9º primeiro-ministro da Eslovênia, tomando posse do cargo em 13 de setembro de 2018. Ele começou sua carreira como comediante e satírico político, mas depois entrou para a política. Ele foi duas vezes eleito prefeito de Kamnik. Concorreu na eleição presidencial em 2017 (estreitamente perdendo Borut Pahor, o atual presidente da Eslovênia, no segundo turno), e entrou na Assembleia Nacional na eleição geral em 2018 com seu partido Lista de Marjan Šarec (LMS). Em 17 de agosto de 2018, ele se tornou primeiro-ministro da Eslovênia.